# قلعه‌چه (کرمان)
قلعه‌چه، روستایی است از توابع بخش راین شهرستان کرمان در استان کرمان ایران.

## جمعیت
این روستا در دهستان حسین‌آباد گروه قرار داشته و براساس آخرین سرشماری مرکز آمار ایران که در سال ۱۳۸۵ صورت گرفته، جمعیت آن ۵۳نفر (۱۲خانوار) بوده‌است.